# Avijit Roy
Avijit Roy (en bengalí: অভিজিৎ রায়; 12 de septiembre de 1972 – 26 de febrero de 2015) fue un ingeniero, activista en línea, escritor y bloguero estadounidense de origen bangladesí conocido por crear y administrar la comunidad de blogs Mukto-Mona (de mente libre), dirigida a librepensadores, racionalistas, escépticos, ateos y humanistas de Bangladés. Roy fue un defensor de la libertad de expresión en Bangladés y coordinó protestas internacionales contra la censura gubernamental y el arresto de blogueros ateos.  Fue asesinado el 26 de febrero de 2015, cuando asaltantes con machetes irrumpieron en su casa en Dhaka, Bangladesh, macheteando a Avijit y su esposa. El grupo islamista islámica Ansarullah Bangla Team se atribuyó el ataque.

## Temprana edad y educación
Era hijo de Ajoy Roy, profesor de física en la Universidad de Dhaka, quien recibió el premio Ekushey Padak Lista de ganadores del premio Ekushey Padak (2010-2019). Avijit obtuvo una licenciatura en ingeniería mecánica de BUET.
Obtuvo una maestría y un doctorado en ingeniería biomédica de la Universidad Nacional de Singapur.

## Carrera
En 2006, se mudó a Atlanta, Georgia y trabajó como ingeniero de software. Roy publicó ocho libros en bengalí, escribió en nombre del ateísmo explícito, la homosexualidad, la evolución y la astrofísica y también Publicó estas cosas en su blog (conocido como Mukto-Mona).

### Mukto-Mona
Roy fue el fundador del sitio web bangladesí Mukto-Mona (librepensadores) que fue uno de los nominados al premio The Bobs (Best of Blogs) en el premio a la categoría Best of Online Activism.
Mukto-Mona comenzó como Grupo Yahoo en mayo de 2001, pero se convirtió en un sitio web en 2002.
Roy describió sus escritos como "tabú" en Bangladesh. Había recibido amenazas de muerte de blogueros fundamentalistas por sus artículos y libros. Rokomari.com, un sitio de comercio electrónico de Bangladesh, dejó de vender los libros de Roy después de que su propietario recibiera amenazas de muerte de islamistas.

### Protestas y defensa
Nuestro objetivo es construir una sociedad que no esté sujeta a los dictados de una autoridad arbitraria, una superstición cómoda, una tradición sofocante o una ortodoxia asfixiante, sino que se base en la razón, la compasión, la humanidad, la igualdad y la ciencia.
Avijit Roy

Un grupo bangladesí, Blogger and Online Activist Network (BOAN), inició las protestas de Shahbag de 2013 que buscaban la pena capital para el líder islamista y criminal de guerra Abdul Quader Molla, así como la destitución de Jamaat-e-Islami de la política. Los grupos islamistas respondieron organizando protestas pidiendo la ejecución de "blogueros ateos" acusados de insultar al Islam y la introducción de una ley sobre blasfemia.
Muchos blogueros ateos que apoyaron las protestas de Shahbag fueron atacados y Ahmed Rajib Haider fue asesinado por grupos islamistas el 15 de febrero de 2013. Un mes antes de la protesta, el bloguero Asif Mohiuddin fue atacado afuera de su casa por cuatro jóvenes influenciados por Anwar Al-Awlaki, y Sunnyur Rahman, conocido como Nastik Nobi ("Profeta ateo"), fue apuñalado el 7 de marzo de 2013.
Asif Mohiuddin, ganador del premio BOBs The BOBs (weblog Award) por activismo en línea, estaba en una lista de objetivos islamistas que también incluía al profesor de sociología asesinado Shafiul Islam. El blog de Mohiuddin fue cerrado por la Comisión Reguladora de Telecomunicaciones de Bangladesh. Fue encarcelado por publicar "comentarios ofensivos sobre el Islam y Mahoma". El gobierno laico arrestó a varios otros blogueros. Bloqueó alrededor de una docena de sitios web y blogs y brindó protección policial a algunos blogueros.
Organizaciones internacionales, incluidas Human Rights Watch, Amnistía Internacional, Reporteros Sin Fronteras, y el Comité para la Protección de los Periodistas condenó el encarcelamiento de blogueros y el clima de miedo para los periodistas.
Roy escribió que le disgustaba que los medios de Bangladesh retrataran a los jóvenes blogueros como "delincuentes a la vista del público", y escribió a medios de comunicación occidentales y al Center for Inquiry y la Unión Internacional Humanista y Ética por apoyo. Roy pasó a coordinar protestas internacionales Protestas mundiales por la libre expresión en Bangladesh]] en Daca, la ciudad de Nueva York, Washington D. C., Londres, Ottawa y otras ciudades en apoyo a los blogueros encarcelados. A él se unieron escritores, activistas y destacados secularistas e intelectuales de todo el mundo, incluidos Salman Rushdie, Taslima Nasrin, Hemant Mehta, Maryam Namazie, PZ Myers, Anu Muhammad, Ajoy Roy, Qayyum Chowdhury, Ramendu Majumdar y Muhammad Zafar Iqbal al expresar públicamente su solidaridad con los blogueros arrestados.
En una publicación de Twitter el día después de su muerte, un grupo islamista llamado Ansar Bangla-7 se atribuyó la responsabilidad del asesinato.

## Asesinato
En 2015, Roy fue a Dacaa con su esposa Bonya durante la Feria del Libro Ekushey. La tarde del 26 de febrero, él y Bonya regresaban de la feria a casa en un rickshaw. Alrededor de las 8:30 pm, fueron atacados cerca de la intersección del Centro de Profesores-Estudiantes de la Universidad de Dhaka por asaltantes no identificados. Según testigos, dos agresores los detuvieron y los arrastraron desde la banquetaa hasta la acera antes de golpearlos con machetes. Roy fue golpeado y apuñalado con armas punzantes en la cabeza. Su esposa recibió cortes en los hombros y le cortaron los dedos de la mano izquierda. Ambos fueron trasladados de urgencia al Dhaka Medical College Hospital, donde Roy fue declarado muerto alrededor de las 10:00: 30 pm. Bonya sobrevivió. En una entrevista con Newshour de la BBC, dijo que la policía se encontraba cerca cuando fueron atacados en el lugar, pero no actuó.
En una publicación de Twitter el día después de su muerte, un grupo islamista llamado Ansar Bangla-7 se atribuyó la responsabilidad del asesinato. En una publicación de Twitter el día después de su muerte, un grupo islamista llamado Ansar Bangla-7 se atribuyó la responsabilidad del asesinato. Se dice que Ansar Bangla-7 es la misma organización que Ansarullah Bangla Team. El padre de Roy presentó un caso de asesinato sin nombrar a ningún sospechoso en Shahbagh thana el 27 de febrero de 2015. Según fuentes policiales, están investigando a un grupo islamista local que elogió el asesinato.
El ataúd de Avijit fue colocado en Aparajeyo Bangla frente al edificio de la Facultad de Artes (Kala Bhavan) en la Universidad de Daca el 1 de marzo de 2015, donde personas de todos los ámbitos de la vida, incluidos sus amigos, parientes, así Simpatizantes, profesores y estudiantes se reunieron con flores para presentar sus respetos al escritor. Según el deseo de Roy, su cuerpo fue entregado al Dhaka Medical College para investigación médica.
El 6 de marzo de 2015, un equipo de cuatro miembros de la Oficina Federal de Investigaciones (FBI), junto con miembros de la rama de detectives de la de la Policía de Bangladesh, inspeccionaron el lugar donde Roy fue asesinado. Los miembros del FBI recogieron pruebas del sitio y tomaron las imágenes para ayudar a investigar.
El 3 de mayo de 2015, el líder de Al Qaeda en el subcontinente indio (AQIS) se atribuyó la responsabilidad del asesinato de Roy y de la muerte de otros "blasfemos" en Bangladesh en un informe publicado por SITE Intelligence Group.

### Arrestos
El 2 de marzo de 2015, el Batallón de Acción Rápida arrestó a Farabi Shafiur Rahman, un islamista radical. La policía sospechaba que Farabi había compartido la ubicación de Roy, su identidad, fotografías familiares, etc., con los asesinos. Farabi había amenazado a Roy varias veces a través de blogs y sitios de redes sociales, incluido Facebook. Dijo que Roy sería asesinado a su llegada a Daca.
El gobierno de Bangladesh decidió buscar ayuda de la Oficina Federal de Investigaciones para investigar el asesinato de Roy. La decisión se tomó tras una oferta de Estados Unidos.
El 18 de agosto de 2015, tres miembros del Ansarullah Bangla Team, incluido un ciudadano británico llamado Touhidur Rahman, a quien la policía describió como "el principal planificador de los ataques contra Avijit Roy y Ananta Bijoy Das", fueron arrestados en relación con el dos asesinatos.  En febrero de 2021, cinco líderes y miembros del grupo terrorista Ansar al Islam fueron condenados a muerte y otro a cadena perpetua por el brutal asesinato del escritor y bloguero Avijit Roy.

### Reacciones
Después de la muerte de Roy, varios estudiantes, profesores, blogueros y de todo el país se reunieron en la Universidad de Daca, exigiendo el rápido arresto de los asesinos. El sitio web Mukto-Mona llevaba el mensaje en bengalí "Estamos de duelo pero lo superaremos" sobre un fondo negro.
El portavoz del Secretario General de las Naciones Unidas Stéphane Dujarric condenó el asesinato y dijo: "Sobre el ataque del bloguero, hablamos con nuestros colegas de derechos humanos que condenaron el ataque y expresaron la esperanza de que los perpetradores será llevado rápidamente ante la justicia mediante el debido proceso legal."
El director de Reporteros sin Fronteras Asia-Pacífico declaró: "Estamos conmocionados por este acto de barbarie" y añadió: "Es inaceptable que [la policía] dedique tanto tiempo a registrar medios de comunicación, arrestar a periodistas, censurar noticias e investigar a los blogueros cuando los numerosos ataques a los blogueros siguen impunes."
La directora ejecutiva de Index on Censorship, Jodie Ginsberg, dijo: "Nuestras condolencias están con la familia de Avijit Roy. Roy fue atacado simplemente por expresar sus creencias, y estamos consternados por su muerte y condenamos todos esos asesinatos".
El Coordinador del Programa de Asia del Comité para la Protección de los Periodistas declaró: "Este ataque es emblemático de la cultura de impunidad que prevalece en Bangladesh, donde la falta de rendición de cuentas en ataques anteriores a la prensa continúa desdeñando  [sic] a ciclo mortal de violencia."
Los grupos humanistas expresaron su horror por la pérdida de un colega. El principal representante de la ONU del Centro de Investigación declaró: "Avijit fue brillante, sí, y un devoto defensor de la libre expresión y el secularismo, pero también una muy buena persona". Andrew Copson de la Asociación Humanista Británica, que otorgó a Roy y otros blogueros el Premio a la Libre Expresión en 2014, dijo: "Con la muerte de Avijit, Bangladesh ha perdido no sólo a un hijo, sino a un firme defensor de los derechos humanos y la igualdad para todo su pueblo".
El Alto Comisionado británico, Robert Gibson, expresó su preocupación en un tuit diciendo: "Conmocionado por el salvaje asesinato de Avijit Roy como lo estoy por toda la violencia que ha tenido lugar en Bangladesh en los últimos meses".
En diciembre de 2021, el Departamento de Estado de los Estados Unidos anunció una donación de 5 millones de dólares. recompensa por información que conduzca a los autores del ataque terrorista contra Roy y Ahmed.

## Legado
En diciembre de 2018, la Freedom From Religion Foundation presentó el Premio al Coraje Avijit Roy anual, que se otorga a "individuos que trabajan para la difusión del discurso racional y lógico, y reconoce a individuos creativos y heroicos que han persistido, a pesar de los obstáculos, en su trabajo para promover la ciencia, la lógica y las ideas humanas."

## Obras
- Roy, Avijit (2005). Alo Hate Choliyache Andharer Jatri (আলো হাতে চলিয়াছে আঁধারের যাত্রী) [Caravana de la Oscuridad caminando con la luz en la mano] (en bengalí). Dhaka: Ankur Prakashani. ISBN 9844641241.
- —— (2007). Mahabishe Pran O Budhimattar Khonje (মহাবিশ্বে প্রাণ ও বুদ্ধিমত্তার খোঁজে) [En busca de vida e inteligencia en el universo] (en bengalí). Dhaka: Obshor Prokashan. ISBN 978-9844152120.
- —— (2008). Bisshash Er Virus (বিশ্বাসের ভাইরাস) [El virus de la fe] (en bengalí). Dhaka: Shuddhashar Prokashani.[71]
- —— (2010). Somokamita: Ekti Boigganik Ebong Shomaj Monostattik Onushandhan (:সমকামিতা : একটি বৈজ্ঞানিক এবং সমাজ-মনস্তাত্বিক অনুসন্ধান) [Homosexualidad:Una investigación científica y socio psicológica] (en bengalí). Dhaka: Somokamita. OCLC 969997954.
- Abir, Raihan; —— (2011). Obisshahser Dorshon (অবিশ্বাসের দর্শন) [La filosofía de la incredulidad] (en bengalí). Dhaka: Jagriti Prokashoni. ISBN 978-984-8972-02-1.
- —— (2014). Bisshash Er Virus: Bisshash Er Bibortinio Bishleshon (বিশ্বাসের ভাইরাস: বিশ্বাসের বিবর্তনীয় বিশ্লেষণ) (en bengalí). Dhaka: Jagriti Prokashoni. ISBN 9789849091455.